# 福岡県立東鷹高等学校
福岡県立東鷹高等学校（ふくおかけんりつ とうようこうとうがっこう）は、福岡県田川市大字伊田にある県立の高等学校。

## 概要
歴史
1918年（大正7年）に開校した「田川郡立田川農学校」（実業学校）を前身とする。当初は男子部・女子部を有していたものの、数回の改組を経て、1928年（昭和3年）には男子部が廃止され、女子部のみとなる。1939年（昭和14年）には高等女学校に改組され、1948年（昭和23年）の学制改革では、女子高等学校となる。翌1949年（昭和24年）には男女共学を開始。以来、全日制課程普通科および家庭に関する学科を有してきた。校舎の移転を機に、1994年（平成6年）に現校名へ改称した。
1955年（昭和30年）に設置された定時制課程は2025年（令和7年）3月末をもって廃止され、70年の歴史に幕を閉じる予定である。
福岡県へ移管された1926年（大正15年）を創立年としており、2026年（令和8年）には創立100周年を迎える。
設置学科
全日制課程 2学科
- 普通科 総合コース
- 総合生活科（家庭に関する学科）

定時制課程 1学科（2021年に生徒募集を停止、2025年3月末をもって廃止予定）
- 普通科

校訓
「品位・責任・底力」
校章
鷹が羽ばたく姿を背景にして、中央に「髙」の文字を配している。
校歌
作詞は田中常憲、作曲は吉岡一之による。
通学区
福岡県第十一学区（旧十三学区）（田川市および田川郡内の各町村）

## 沿革
実業学校時代
- 1918年（大正7年）6月21日 - 香春町の田川郡役所で「田川郡立田川農学校」が創立。
- 1923年（大正12年）3月31日 - 「田川郡町村立鷹羽学館」に改組。修業年限を3年、二種農学校、男女共学制となる。
- 1925年（大正14年） - 香春町から伊田町へ移転を完了。
- 1926年（大正15年） - 県立移管により、以下のように改組。
  - 男子部は「福岡県立田川農林学校」とする。
  - 女子部は実業女学校に改組し、「福岡県田川実業女学校」とする。
  - 尋常小学校修了を入学資格とする「一部」を4年制、高等小学校修了を入学資格とする「二部」を2年制とする。
  - 田川郡町村組合、同年度内に敷地3200坪、附属演習地2350坪および建物一切を県に寄贈。
- 1928年（昭和3年）3月 - 福岡県立田川農林学校（男子部）が廃止される。
- 1930年（昭和5年）3月1日 - 「福岡県田川高等実業女学校」に改称。
- 1935年（昭和10年）4月1日 - 第一部を「本科第一部」、第二部を「本科第二部」と改称。女子実業教育振興のため家庭科を新設。
- 1937年（昭和12年）- 家庭寮が完成。
- 1939年（昭和14年）3月31日 - 福岡県田川高等実業女学校を廃止。

高等女学校時代
- 1939年（昭和14年）4月1日 - 「福岡県田川東高等女学校」が発足。
- 1947年（昭和22年）4月 - 高等女学校としての生徒募集を停止。学制改革の経過措置により、新制中学校を併設（以下・併設中学校）し、高等女学校1・2年修了者を新制中学2・3年生として収容。高等女学校3・4年制修了者は新制高校1・2年生として収容。

新制高等学校
- 1948年（昭和23年）4月1日 - 学制改革により、新制高等学校「福岡県立田川東高等学校」（当初、女子校）が発足。
  - 全日制普通課程（普通科）を設置。
  - 併設中学校を継承し、1946年（昭和21年）に高等女学校へ最後に入学した3年生のみとなる。
- 1949年（昭和24年）
  - 3月31日 - 最後の卒業生を送り出し、併設中学校を廃止。
  - 4月7日 - 学区制、男女共学となる。
- 1950年（昭和25年）4月1日 - 職業家庭科を増設。
- 1954年（昭和29年）4月 - 体育館が完成。
- 1955年（昭和30年）4月 - 福岡県立田川中央高等学校[1]から定時制課程が移管される。
- 1957年（昭和32年）7月	- 最初の改築校舎が完成。
- 1964年（昭和39年）12月 - 体育館が火災のため使用不能となる。
- 1965年（昭和40年）
  - 3月	- 本館改築工事が完了。
  - 10月	- 家庭寮を解体の上、新体育館が完成。
- 1966年（昭和41年）
  - 3月 - 旧・講堂跡地に図書館が完成。
  - 9月 - 旧・田川土木事務所跡地にプールが完成。
- 1969年（昭和44年）3月 -  3階建ての生徒会館が完成（1階:生徒会室・食堂、2階:柔剣道場、 3階:卓球場）。
- 1975年（昭和50年）- 校舎移転期成会が発足。
- 1976年（昭和51年）10月 - 創立50周年記念式典を挙行。
- 1990年（平成2年）5月 - 新校舎建築用地が白鳥工業団地内に決定。
- 1994年（平成6年）
  - 3月19日 - （校舎）閉校式を挙行。
  - 3月22日 - 現在地に新校舎が完成。
  - 3月31日 - 田川市番田町2番6号から田川市大字伊田2362番3（現在地）に移転を完了。
  - 4月1日 - 「福岡県立東鷹高等学校」（現校名）に改称。
  - 4月6日 - 開校式を挙行。
- 1995年（平成7年）3月 - 定時棟が完成。
- 1999年（平成11年）3月 - 東鷹会館が完成。
- 2003年（平成15年）12月 - 空調設備が完成。
- 2004年（平成16年）11月 -  韓国馬山第一高等学校と姉妹校を締結。
- 2005年（平成17年）11月 - グラウンドを改修。
- 2012年（平成24年）7月 - キャッチフレーズ「がんばっ東鷹！」を採用。
- 2016年（平成28年）10月 - 全日制創立90周年・定時制移管60周年記念式典を挙行。
- 2021年（令和3年）3月 - 定時制課程を募集停止[2]。
- 2025年（令和7年）3月31日 - 定時制課程を廃止（予定）。
- 2026年（令和8年）- 創立100周年を迎える（予定）。

## 著名な卒業生
- 谷福丸（元衆議院事務総長）
- 永原譲二（大任町長）
- 小峠英二（お笑い芸人、バイきんぐ）

## 交通アクセス
最寄りの鉄道駅
- JR九州 日田彦山線・平成筑豊鉄道「田川伊田駅」より徒歩約20分

最寄りのバス停留所
- 田川市コミュニティバス 2番 「白鳥工業団地」停留所

最寄りの幹線道路
- 福岡県道67号田川桑野線

## 周辺
- 白鳥工業団地（周辺には多くの工場が隣接する）
- 白鳥ふれあい自然公園
- 田川中央公園
  - 総合グラウンド・市民テニスコート・総合体育館・市民会館・こがねが丘陸上競技場・トレーニングセンター・市民プール
- 田川市母子支援センター（保健センター）